# 智慧之海
《智慧之海》（原名：Abzû或ABZÛ）是由Giant Squid Studios開發，並由505 Games發行的冒险游戏。遊戲中玩家需要操控潛水員探索海洋並使用魔法之泉恢復海洋生命。玩家可以自由探索露天水域，天然洞穴和古老遺蹟。

## 游戏方式
在游戏中，玩家扮演一名潜水员，探索充满动植物的水下环境，以及隐藏的古老科技遗址和淹没的废墟。在一些地区，潜水员还能够探索水上的陆地环境。随着游戏的展开，潜水员会不断解锁新的区域，并探索对当地环境造成破坏的背后的秘密。玩家的旅程是以线性方式展开的。玩家穿过许多充满了海洋生物的相互关联的区域，并与环境互动解开谜题。玩家还能通过坐在石台上冥想从不同角度观察周围生物。另外，玩家也能通过声纳与海洋生物互动，抓住大型海洋生物骑乘前行。每个区域都有收集品需要玩家去发现。

## 开发
游戏的原点是由Thatgamecompany制作并于2012年发售的独立游戏《风之旅人》。游戏总监马特·纳瓦（Matt Nava）曾在《风之旅人》中担任过艺术总监。在制作过以沙漠为舞台的《风之旅人》后，纳瓦希望他的下一部作品能制作一个充满生机的世界。
纳瓦在退出Thatgamecompany后于2013年3月创立了Giant Squid Studios。纳瓦加入游戏的一个主要元素是他对古代文化和艺术的热爱，尤其是围绕Abzû这一概念的神话故事。纳瓦对海洋的热爱和他潜水的爱好也对游戏的制作有很大影响。Giant Squid Studios此时成长为拥有10多名开发者的团队。
游戏名稱來源於苏美尔神话，海洋女神迪亚马特和淡水神阿勃祖结合形成所有生命，选择这一神话的理由是陆地生命起源于宇宙海洋（Cosmic ocean）是世界各地的神话中反复出现的主题。游戏的标题是由苏美尔语的“Ab”（水） 和“Zû”（知）组成，开发者译为："智慧的海洋"。游戏从一开始的目标不是制作一款模拟潜水游戏，而是希望能描绘出海洋探索的梦幻般的感受。纳瓦在尝试了另一些海洋模拟游戏后发现它们并不“有趣”。通过移除时间限制和空气指示表，团队试图提供一种具有放松感的探索。冥想机制之后被加入游戏，作为一个可以使玩家观察周围的海洋生物和环境的方式。在选择游戏引擎时，他们需要一个容易使用的平台制作游戏。虚幻引擎4在当时还是比较陌生的，但在测试了其他开发软件后团队还是选择了它。团队使用了虚幻引擎4的高级开发工具以及扩展了引擎的功能以加入独特元素，如鱼群行为、植物动画和水下光线。虚幻引擎4使程序师Derek Cornish为水下光线效果构建独特的效果。
游戏的艺术风格主要着重描绘一个生机勃勃的海底世界，一种风格化的视觉效果被选择用于保持游戏的艺术风格，同时减少“视觉噪音”的数量。
游戏配乐由奥斯丁·温特里制作。他之前也为《风之旅人》和《The Banner Saga》制作过音乐。
游戏最初于2014年E3公布。 之后于2016年的E3发布了预览版。2016年8月2日于PS4平台和Steam平台发售数字版。2016年12月6日，发售Xbox One平台的数字版。2017年1月31日，发售了PS4和Xbox One的实体版。2018年11月29日发售了Nintendo Switch版。

## 评价
| 汇总媒体   | 得分                                           |
| ---------- | ---------------------------------------------- |
| Metacritic | PC: 83/100 PS4: 78/100 XONE: 83/100 NS: 80/100 |

| 媒体           | 得分        |
| -------------- | ----------- |
| Destructoid    | 7/10        |
| Eurogamer      | Recommended |
| Game Informer  | 8/10        |
| GamesRadar+    | [ 17 ]      |
| GameSpot       | 9/10        |
| IGN            | 8.4/10      |
| PC Gamer英国   | 88/100      |
| Polygon        | 7.5/10      |
| VideoGamer.com | 8/10        |

游戏在发售首周在Steam平台销售排行榜中排名第9。 在8月份的PlayStation Store PS4最畅销游戏排行榜中名列第18位。 PS4和PC版本分别在Metacritic上获得了78分和83分。 游戏获得了The Game Awards 2016的“最佳艺术指导”提名；在金摇杆奖上获得了“最佳原创游戏”、“最佳视觉设计”和“年度PlayStation游戏”提名；在2017年BAFTA游戏大奖中提名“艺术成就奖”。
游戏因其艺术风格和优美的环境设计而广受赞誉，许多人认为画面是游戏的主要优势之一。 GameSpot的Butterworth认为其可以与《塞尔达传说：风之杖》的透明阴影风格媲美。GameInfomer的Kato则认为游戏的主题与《2001太空漫游》有些类似。

## 外部連結
- 官方网站
- 互联网电影数据库（IMDb）上《智慧之海》的资料（英文）